# اندیکاتور
اندیکاتور در علم پزشکی جهت سترون نمودن ابزارها از دستگاه‌های بنام اتوکلاو استفاده می‌شود. برای اطمینان از صحت عملکرد دستگاه‌ها و ابزارهای استریل شده از ۳ روش عمده استفاده می‌شود.
اندیکاتوراستریل: نشانگرهای تست صحت عمل سیکل استریل که به پارامترهای خاصی حساس هستند. مثلاً بخار، دما یا زمان.
اندیکاتورهای مکانیکی
این نشانگرها عقربه‌ها و دماسنج‌های فیزیکی دستگاه هستند که برای کاربر وضعیت جاری دستگاه را نشان می‌دهند.
اندیکاتور شیمیایی: نشانگرهایی که معمولاً حالت جامد و کاغذی شکل داشته و داخل پک‌های استریل قرارداده می‌شوند. تا پس از پایان استریل توسط اپراتور استریل بررسی و در صورت عدم تغییر رنگ یا تغییر رنگ ناقص سیکل استریل مجدداً انجام گردد.
اندیکاتور بیولوژیکال: این نوع اندیکاتورها معمولاً مایع بوده و میکروارگانیسم‌های زنده‌ای درون خود دارند. روش استفاده آنها مثل اندیکاتورهای شیمیایی بوده لیکن صحت عمل دستگاه پس از اخذ نتیجه کشت میکرو ارگانیسم‌های موجود دراندیکاتور از آزمایشگاه حاصل خواهد شد.
Bowie-dick: نشانگرهایی هستند که در اتوکلاوهای بخار پیش خلاء جهت تست پمپ خلاء و میزان فشار دستگاه و غلظت بخار موجود محفظه بکار می‌رود. (سابقاً از ۳۶ عدد حوله که داخل حوله هیجدهم یک اندیکاتور کلاس ۶ قرار می‌دادند استفاده می‌شد). این نوع اندیکاتورها مثل یک ابزار کالیبراسیون صحت عملکرد دستگاه را چک می‌کنند.

## کلاس اندیکاتور
دسته‌بندی اندیکاتورها برحسب مورد استفاده و سطح کیفی آنها
کلاس۱: این نوع اندیکاتورها صرفاً جهت استفاده در خارج بسته‌ های استریل بکار می‌رود. تغییر رنگ این اندیکاتور ها نشانگر صحت عمل استریلیزاسیون نبوده و فقط برای فهمیدن اینکه پک داخل دستگاه استریل وارد شده‌ است یا نه بکار می‌رود. معمول‌ ترین نوع این اندیکاتور ها چسب‌ های اتو کلاو می‌ باشند.
کلاس۲: اندیکاتوری برای تست‌ های خاص مثل Bowie-Dick
کلاس۳: اندیکاتور حساس برای فقط یک پارامتر خاص مثل اندیکاتور پلاسما که صرفاً وجود پلاسما را کنترل کرده و دما و زمان را کنترل نمی‌کند.
کلاس۴: یک اندیکاتور چند شاخصه که حداقل به ۲ پارامتر حساس باشد.
نظیر دما و زمان. تمامی اندیکاتور های این کلاس و کلاسهای بالاتر تغییرات رنگ غیر ناگهانی دارند. در این کلاس تغییر رنگ ۲۵ درصد پارامترها حساس است یعنی اندیکاتوری که ۴ دقیقه طول می‌کشد تا تغییر رنگ دهد. ۱ دقیقه نوسان خواهد داشت. ۴′-(۴ × ۲۵٪) ≈ ۳′ بنابراین از دقیقه ۳ به بعد بایستی شاهد تغییر رنگ اندیکاتور باشیم.
کلاس۵: این نوع اندیکاتور هم مثل کلاس ۴، حداقل به ۲ پارامتر حساس است با این تفاوت که درصد نوسان تغییر رنگ ۱۵٪ است
. ۴′ – (۴′ × ۱۵٪) ≈ ۳′, ۲۲′′ یعنی زمان شروع تغییر رنگ از ۳ دقیقه و ۲۲ ثانیه خواهد بود.
کلاس۶: این نوع اندیکاتور هم حداقل به ۲ شاخص حساس است نظیر کلاس ۴ و ۵ با این تفاوت که دقت تغییر رنگ و نحوه تغییر رنگ متفاوت است. ضریب حساسیت ۶٪ و نوع تغییر رنگ آن بسیار ناگهانی است. ۴′ – (۴′ × ۶٪) ≈ ۳′, ۴۵′′ این فرمول نشان می‌دهد که زمان شروع تغییر رنگ از ۳ دقیقه و ۴۵ ثانیه شروع می‌شود. بجز عواملی که ذکر کردیم در کلاس ۶ تولیدکننده‌های مختلف با استفاده از فناوریهای گوناگون اندیکاتورهای حساس به فشار، غلظت بخار و سایر عوامل را که در اندیکاتورها متنوع است تولید کرده‌اند.

## استاندارد اندیکاتور
ISO ۱۱۱۴۰: استانداردی است جهت کنترل و کالیبره کردن اندیکاتورهای شیمیایی و نحوه استفاده کردن آنها. کلاس بندی اندیکاتورها یکی از شاخص‌های این استاندارد است.
ISO ۱۱۱۳۸: این استاندارد در خصوص اندیکاتورهای بیولوژیکی تدوین شده‌است که شامل نوع میکروارگانیسم استفاده شدنی در اندیکاتور و نحوه کشت و غیره.
- . نکته: با توجه در اندیکاتورهای بیولوژیکال از میکرو ارگانیسم‌های زنده استفاده می‌شود لیکن احتمال ابتلا به بیماری از طریق این اندیکاتورها در صورت شکستگی اندیکاتور به دلیل استفاده از میکروارگانیسم‌های غیر بیماری‌زا برای انسان، وجود ندارد.

ISO ۱۳۴۸۵: این استاندارد بین‌المللی به تشریح الزامات سیستم مدیریت کیفیت می‌پردازد که می‌تواند توسط سازمانهایی که به طراحی، توسعه، نصب، تولید و ارائه خدمات ابزارهای پزشکی ویا طراحی، توسعه و ارائه خدمات مرتبط اشتغال دارند، مورد استفاده قرارگیرد.